# Serghei Covaliov
Serghei Covaliov (Mila 23, 14 oktober 1944 - Letea, 16 mei 2011) was een Roemeens kanovaarder.
Covaliov won in 1968 olympisch goud op de C-2 samen met Ivan Patzaichin en zilver in de C-2 vier jaar later.

## Belangrijkste resultaten

### Olympische Zomerspelen
| Editie | Plaats      | Resultaten |
| ------ | ----------- | ---------- |
| 1968   | Mexico-stad | C-2 1000m  |
| 1972   | München     | C-2 1000m  |

### Wereldkampioenschappen vlakwater
| Jaar | Plaats       | Resultaten               |
| ---- | ------------ | ------------------------ |
| 1966 | Oost-Berlijn | C-2 1000 m               |
| 1970 | Kopenhagen   | C-2 1000 m               |
| 1971 | Belgrado     | C-2 1000 m · C-2 10000 m |
| 1973 | Tampere      | C-2 1000 m               |

1936: Jan Brzák-Felix & Vladimír Syrovátka ·
1948: Jan Brzák-Felix & Bohumil Kudrna ·
1952: Finn Haunstoft & Bent Peder Rasch ·
1956: Alexe Dumitru & Simion Ismailciuc ·
1960: Leonid Geisjtor & Sergej Makarenko ·
1964: Andrei Chimitsj & Stepan Osjtsjepkov ·
1968: Serghei Covaliov & Ivan Patzaichin ·
1972: Vladislavas Česiūnas & Joeri Lobanov ·
1976: Sergej Petrenko & Aleksandr Vinogradov ·
1980: Ivan Patzaichin & Toma Simionov ·
1984: Ivan Patzaichin & Toma Simionov ·
1988: Nicolae Juravschi & Viktor Reneiski ·
1992: Ulrich Papke & Ingo Spelly ·
1996: Andreas Dittmer & Gunar Kirchbach ·
2000: Florin Popescu & Mitică Pricop ·
2004: Christian Gille & Tomasz Wylenzek ·
2008: Aliaksandr Bahdanovitsj & Andrei Bahdanovitsj ·
2012: Peter Kretschmer & Kurt Kuschela ·
2016: Sebastian Brendel & Jan Vandrey ·
2020: Fernando Jorge & Serguey Torres